# WSF-bibliotheek
Een Plusbibliotheek (eerder WSF-bibliotheek) is een bibliotheek met een wetenschappelijke steunfunctie in Nederland. Er bestaat een netwerk van 14 openbare bibliotheken die hiervoor over een uitgebreide collectie beschikken. De Plusbibliotheken zorgen voor collecties en informatievoorziening op HBO en hoger niveau voor alle gebruikers van openbare bibliotheken. 
Plusbibliotheken zijn:
- Almere: Bibliotheek Almere[3]
- Amsterdam: Openbare Bibliotheek Amsterdam
- Arnhem: Bibliotheek Arnhem
- Deventer: Stadsarchief en Athenaeumbibliotheek[4]
- Eindhoven: OB Eindhoven
- Groningen: OB Groningen
- Den Haag: Bibliotheek Den Haag
- Haarlem: Stadsbibliotheek Haarlem en omstreken
- Leeuwarden: Tresoar
- Maastricht: Centre Céramique, Stadsbibliotheek Maastricht
- Middelburg: ZB Bibliotheek van Zeeland
- Rotterdam: Bibliotheek Rotterdam
- Tilburg e.o.: De Bibliotheek Midden-Brabant
- Utrecht: Bibliotheek Utrecht